# Рихта (археологічна пам'ятка)
Рихта, археологічна пам'ятка — мустьєрська стоянка відкритого типу. Розташована поблизу с. Сичівка над однойменною річкою Малинського району Житомирської області. Відкрив 1973 В.Пясецький, розкопки здійснив С.Смирнов. Матеріал залягав у пісках над дніпровською мореною. Крем'яна колекція складається з понад 11 тисяч виробів, вкритих білою патиною.
Техніка розщеплення радіальна і паралельна, хоча трапляються й левалуазькі нуклеуси та сколи. Знаряддя праці відзначаються макролітичними розмірами і значним вмістом двобічних форм. Характерною особливістю є також наявність численних ножів, скребел, різчиків, зубчасто-виїмчастих знарядь. Невеликі, але виразні серії складають гостроконечники й наконечники із плоско-опуклим перерізом і розширеною основою.
Пізньопалеолітичні типи представлені головним чином скребками. За техніко-типологічними показниками індустрія Рихта належить до розвинутого етапу мустьє. Її відносять до знарядь, схожих на ті, що найдені на стоянках східного мікоку.